# Maura rubroornata
Maura rubroornata är en insektsart som först beskrevs av Carl Stål 1855.  Maura rubroornata ingår i släktet Maura och familjen Pyrgomorphidae. Inga underarter finns listade i Catalogue of Life.